# Scamandra crinita
Scamandra crinita är en insektsart som beskrevs av Schmidt 1906. Scamandra crinita ingår i släktet Scamandra och familjen lyktstritar. Inga underarter finns listade i Catalogue of Life.